# João Rodrigues (hockeista su pista)
João Miguel Brazão Rodrigues (Oeiras, 15 luglio 1990) è un hockeista su pista portoghese.

## Palmarès

### Club

#### Titoli nazionali
- Campionato portoghese: 3

Benfica: 2011-2012, 2014-2015, 2015-2016
- Coppa del Portogallo: 3

Benfica: 2009-2010, 2013-2014, 2014-2015
- Supercoppa del Portogallo: 2

Benfica: 2010, 2012
- Coppa del Re: 1

Barcellona: 2019

#### Titoli internazionali
- CERH European League: 2

Benfica: 2012-2013, 2015-2016
- Coppa CERS/WSE: 1

Benfica: 2010-2011
- Supercoppa d'Europa/Coppa Continentale: 4

Benfica: 2011-2012, 2013-2014, 2016-2017
Barcellona: 2018-2019
- Coppa Intercontinentale: 2

Benfica: 2013, 2017

### Nazionale
- Campionato europeo: 1

Oliveira de Azeméis 2016